# Erigone sirimonensis
Erigone sirimonensis là một loài nhện trong họ Linyphiidae.
Loài này thuộc chi Erigone. Erigone sirimonensis được Robert Bosmans miêu tả năm 1977.